# Яймар Медіна
Яймар Абель Медіна Ортіс (ісп. Yaimar Abel Medina Ortiz, нар. 5 листопада 2004, Вальдес, Еквадор) — еквадорський футболіст, півзахисник бельгійського клубу «Генк» та національної збірної Еквадору.

## Ігрова кар'єра

### Клубна
Яймар Медіна є вихованцем клубу «Індепендьєнте дель Вальє». 30 липня 2022 року Медіна провів першу гру на професійному рівні за головну клубну команду в чемпіонаті країни.
В січні 2025 року Медіна перейшов до бельгійського «Генка», з яким підписав контракт на чотири з половиною роки.

### Збірна
У 2023 році в складі молодіжної збірної Еквадору Яймар Медіна брав участь у молодіжному чемпіонаті Південної Америки в Колумбії, де команда Еквадору посіла четверте місце.
6 вересня 2024 року у матчі кваліфікації до чемпіонаті світу 2026 року проти Бразилії Яймар Медіна дебютував в національній збірній Еквадору.

## Титули
Індепендьєнте дель Вальє
 Чемпіон Еквадору: 2021
 Переможець Кубка Еквадору: 2022
 Переможець Суперкубка Еквадору: 2023
 Переможець Південноамериканського кубку: 2022
 Переможець Рекопи Південної Америки: 2023